# Karol Kamiński (kolarz)
Teofil Karol Kamiński (ur. ok. 1878, zm. 19 października 1906 w Warszawie) – polski kolarz szosowy.

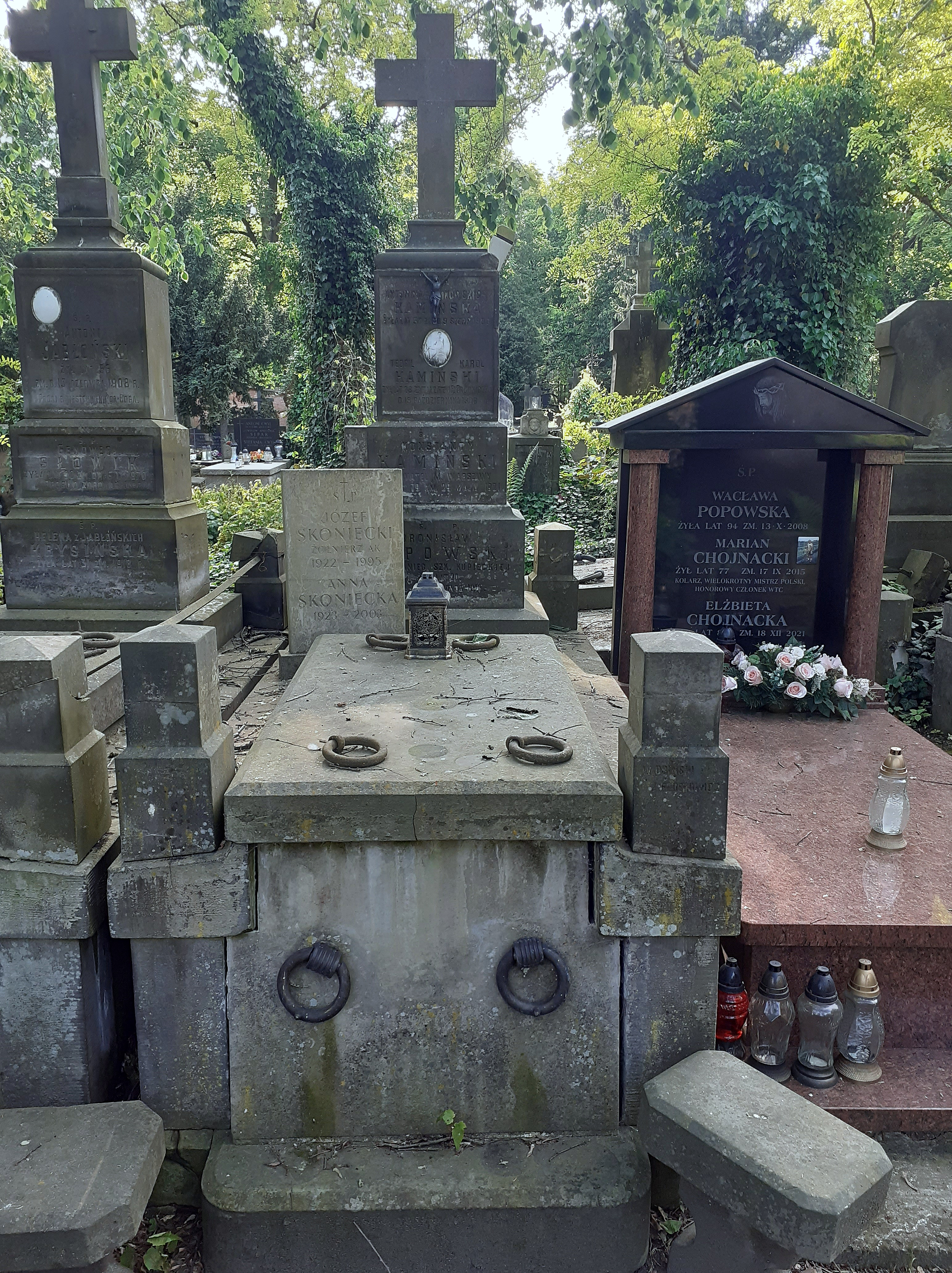
Grobowiec rodzinny Karola Kamińskiego

## Życiorys
Urodził się ok. 1878 jako Teofil Karol Kamiński. Był synem Antoniny z domu Sajkowskiej (zm. 9 sierpnia 1906 w wieku 57 lat) i Konstantego Kamińskiego (zm. 29 maja 1921 w wieku 79 lat).
Był zawodnikiem Warszawskiego Towarzystwa Cyklistów, występował jako Karol Kamiński. W 1904 i 1906 w Warszawie zdobywał mistrzostwo Królestwa Polskiego w jeździe kolarskiej na dystansie 100 wiorst.
19 października 1906 około godz. 10 rano został zamordowany w domu rodzinnym przy ulicy Kolejowej w Warszawie na osiedlu Czyste. Wdarli się tam dwaj sprawcy i oddali do niego pięć śmiertelnych strzałów. Do przebywającego w domu ojca kolarza skierowali słowa: tak się robi ze szpiclami, po czym zbiegli z miejsca zdarzenia. Według nieoficjalnych doniesień zabójstwo mogło mieć podłoże w sprawach uczuciowych i zemście na Kamińskim byłego narzeczonego jego partnerki. Karol Kamiński miał 28 lat. Został pochowany w grobowcu rodzinnym na cmentarzu Powązkowskim w Warszawie (kwatera IV-3-16).